# Religia asyryjska

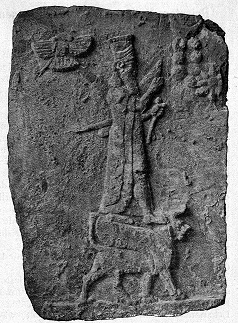
Kamienna płytka odnaleziona w Aszur z przedstawieniem boga Aszura stojącego na lwie-smoku.

Religia asyryjska – system wierzeń mieszkańców Asyrii i towarzyszący im kult w okresie istnienia tego państwa od drugiej połowy III tysiąclecia p.n.e. do pierwszej połowy I tysiąclecia p.n.e. Religia asyryjska ma wiele wspólnych cech z religią babilońską, od podstawy systemu wierzeń do panteonu. 

## Idea religijna
W państwie asyryjskim, podobnie jak i w innych państwach starożytnego Bliskiego Wschodu, religia wyznaczała kierunki rozwoju życia politycznego, codziennego oraz duchowego. Religia asyryjska miała wspólne cechy z religią babilońską. Jej podstawy wywodziły się z Babilonii. Zapożyczone treści niemniej przechodziły twórcze przekształcenie. Także lokalny koloryt etniczny, warunki geograficzne i burzliwe dzieje państwa pozostawiły ślady swoich wpływów na asyryjski system wierzeń.

## Panteon
Bogów wyobrażano jako wszechmocne i zazdrosne istoty nadprzyrodzone, wobec których gniewu człowiek był bezsilny. Każde bóstwo miało swój obszar, którym się opiekowało. Istniały bóstwa rodzime i obce, których boskości nie negowano.
Na czele panteonu asyryjskiego stało narodowe bóstwo Aszur, uważane za króla bogów (w tym babilońskiego Marduka). Przedstawiano go w ubraniu z ptasich piór, co być może było przeżytkiem starożytnego totemu asyryjskiego – gołębia. Za małżonkę Aszura uważano sumeryjską boginię Ninlil lub babilońską Isztar, czczoną pod dwoma postaciami: patronki przyrody (świątynia w Niniwie) i wojny (świątynia w Arbeli). Kult Isztar jako bogini natury został zapożyczony z Babilonii w okresie, gdy mieszkańcy Asyrii przeszli na osiadły tryb życia.
Wśród bóstw babilońskich Asyryjczycy otaczali szczególną czcią bóstwa nieba Anu i burzy Adada (podwójna świątynia w Aszur). Być może spowodowane to było tym, że dla górzystej Asyrii większe znaczenie miały opady deszczu z nieba niźli wody gruntowe, którym w południowej Mezopotamii patronował Enlil, stojący w hierarchii bóstw asyryjskich na niższej pozycji od Adada.
Wraz ze stworzeniem scentralizowanego państwa ziemska hierarchia została przeniesiona na świat nadnaturalny. Królestwo Aszura w wyobrażeniach Asyryjczyków odzwierciedlało hierarchię pałacową władcy asyryjskiego, któremu bóg udzielił pozwolenia na panowanie. A w każdym mieście naczelne lokalne bóstwo stawało na czele panteonu.

## Kult
Oficjalne obrzędy, mitologia i teologia zostały niemal w całości zapożyczone z Babilonii. Asyryjska warstwa kapłańska kładła szczególny nacisk na zachowanie porządku w ceremoniach religijnych. Obowiązek udziału w nich i przestrzeganiu zasad rytuałów miał także król, uważany za symbol dobrobytu w państwie. Z drugiej strony obowiązek ten był jednym ze sposobów wywierania przez kapłanów nacisku na władzę.
Mimo iż kapłani dążyli do ujednolicenia wierzeń i wypracowania jednej wersji teologicznej, lokalna wiara w dalszym ciągu była silna. Bóstwa o podobnych atrybutach i przymiotach niekiedy były łączone w jedno. Ponieważ proces ten nie zawsze doprowadzano do końca, w rezultacie powstawało bóstwo o sprzecznych ze sobą przymiotach. Wśród niższych warstw społecznych rozpowszechnione były nieznane Babilończykom mity i legendy, których korzenie sięgały mitologii huryckiej. 
Zachowane teksty religijne, pochodzące w dużej mierze z biblioteki Aszurbanipala, zawierają te same opisy obrzędów, co teksty babilońskie. Nieliczne tylko wzmianki w źródłach pisanych świadczą o tym, że niektóre teksty wykorzystywane były wyłącznie przez kapłanów asyryjskich.
Sztuka magiczna była jednym z elementów religii asyryjskiej. Do systemu wierzeń Asyrii weszła ona pod wpływem religii babilońskiej, gdzie magia była nader rozwinięta. W obu państwach była ona praktykowana na równi z kultem oficjalnym i dostępna dla szerokich mas.

## Budownictwo sakralne

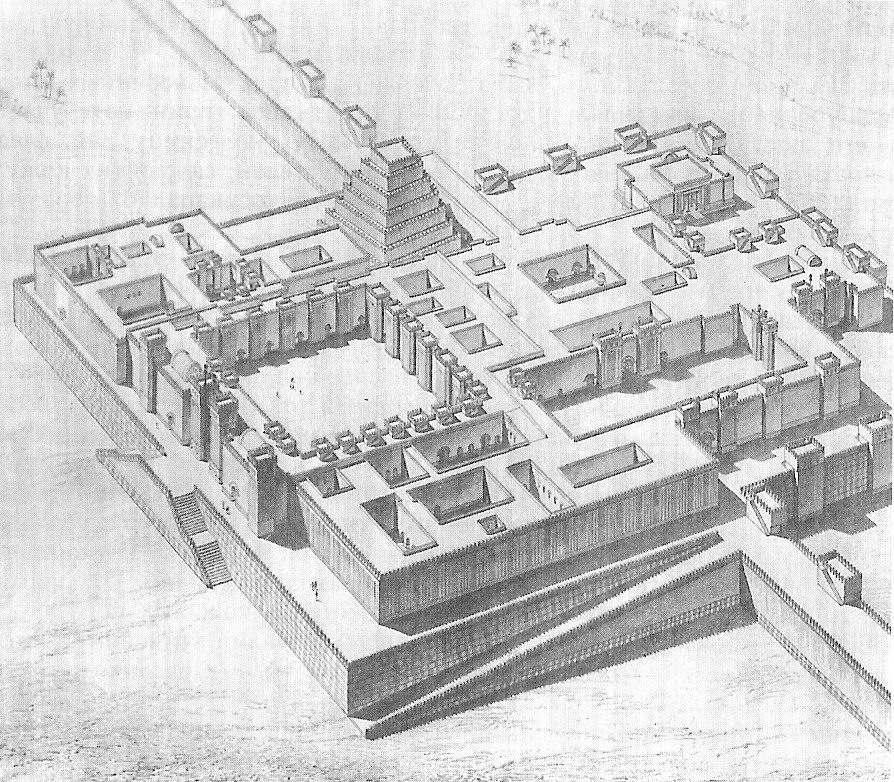
Rekonstrukcja zespołu pałacowo-świątynnego w Dur-Szarrukin, VIII wiek p.n.e.

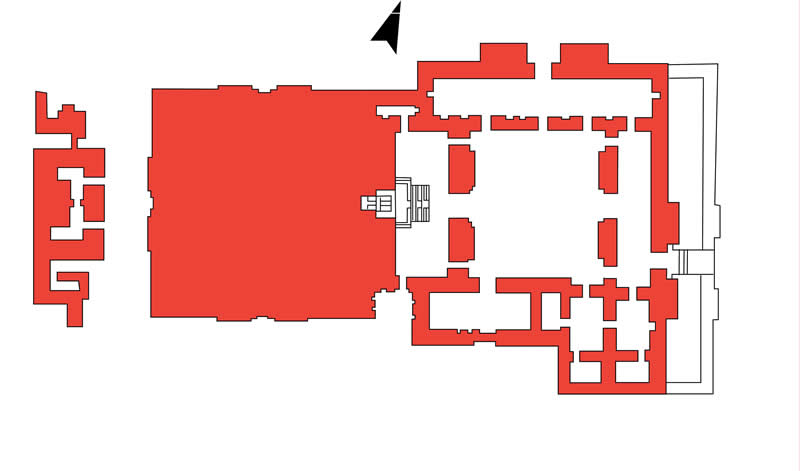
Plan świątyni Aszura w Kar-Tukulti-Ninurta

Sakralne budownictwo asyryjskie zostało zapożyczone – za pośrednictwem Babilonii – od Sumeru i Akadu. Od początku II tysiąclecia p.n.e. w Asyrii zaczęto wznosić zigguraty. Badania archeologiczne wyjawiły częściowo zachowane zigguraty w miejscowościach Aszur, Dur-Szarrukin, Arbela, Kakzu, Kalchu, Kar-Tukulti-Ninurta, Tell Brak oraz Tell al-Rimah. Jeden (np. okręg sakralny Aszura w Kar-Tukulti-Ninurta) lub kilka ziguratów (np. zespół sakralny Anu i Adada w Aszur) z małą świątynią na wierzchołku i większą na dole z czasem zaczęto przekształcać w święte okręgi.
W odróżnieniu od świątyń babilońskich dolne świątynie ziguratów również uważano za mieszkania bóstw, tak jak i świątynie górne. Wewnętrzna architektura świątyń asyryjskich przypominała domy mieszkalne, gdzie statua bóstwa w otoczeniu posągów króla i dostojników ustawiona była na podwyższeniu w podłużnej celli. W okresie nowoasyryjskim, gdy władza świecka stała się niedostępna zwykłym ludziom, dostęp do mieszkania bóstwa został utrudniony poprzez zmiany w rozplanowaniu powstających w tym czasie świątyń, które zaczęły stanowić jeden z elementów kompleksu pałacowego. Niemniej istniały też wyjątki. Dla przykładu, świątynia Nabu w Dur-Szarrukin znajdowała się poza obrębem okręgu sakralnego.
Na podstawie badań archeologicznych ustalono, że świątynie asyryjskie dzieliły się na trzy typy. Reprezentantem pierwszego jest świątynia Nabu w Dur-Szarrukin, poświęcona jednemu bóstwu. Układ architektoniczny zawierał sanktuarium, poprzeczny przedsionek, prostokątną cellę i zewnętrzny dziedziniec. Drugi rodzaj miał podobny układ przestrzenny co i typ pierwszy, z tą różnicą, że świątynia wchodziła w skład świętego okręgu. Wejście do świątyń z danego okręgu usytuowane było na wprost wspólnego dziedzińca. Górna świątynia znajdowała się na zigguracie. Typ trzeci to świątynia dwóch bóstw z parnymi przedsionkami, cellami i sanktuariami. Dziedziniec dla tego rodzaju świątyń był wspólny.
Przypuszcza się, że w Asyrii istniał jeszcze jeden typ budownictwa świątynnego – bit hilani, jednak brak na to potwierdzenia w badaniach archeologicznych.
W Asyrii budownictwo sepulkralne nie rozwinęło się na dużą skalę, ponieważ w religii Asyryjczyków nie przykładano wagi do losów człowieka po śmierci.

## Administracja świątynna
Świątynna administracja Asyrii, jak i analogiczna struktura w Babilonii, wywodziła się z Sumeru. Początkowo kultem kierował starszy w rodzie, następnie władca. Na ostatnim etapie rozwoju administracja świątynna rozwinęła się w wielowarstwowy aparat pracowników kultu, z których każdy wykonywał określoną funkcję.